# Manfred Döring
Manfred Döring (* 18. November 1932 in Oberfrohna; † 25. Dezember 2023 in Erkner) war ein Generalmajor des Ministeriums für Staatssicherheit (MfS) und Kommandeur des Wachregiments Feliks Dzierzynski.

## Leben
Manfred Döring wurde 1932 als Sohn eines Schneiders in Oberfrohna geboren. Nach dem Abitur besuchte er 1952 die Kommandeursschule der Kasernierten Volkspolizei (KVP) und wurde 1953 zum Unteroffizier der KVP ernannt. Zwischen 1953 und 1956 besuchte er die Offiziersschule der KVP/NVA und wurde anschließend Zugführer. Ab 1958 war er Ausbilder im Wachregiment Berlin des MfS, später Batteriechef. 1959 wurde er zum Stabschef der Artillerieabteilung befördert und 1961 zum Offizier für operative Arbeit im Regimentsstab ernannt. Ab 1962 war Döring Kommandeur der Artillerieabteilung. Ein dreijähriges Studium an der Militärakademie Friedrich Engels schloss er 1968 als Diplom-Militärwissenschaftler ab. Im selben Jahr wurde er Kommandeur des 2. Kommandos des Wachregiments „Feliks Dzierzynski“. 1971 wurde er zum 1. Stellvertreter des Kommandeurs des Wachregiments. Von 1975 bis 1976 wurde Döring zur Parteihochschule „Karl Marx“ des ZK der SED delegiert. 1987 übernahm er von Bernhard Elsner das Kommando über das Wachregiment und wurde zum Generalmajor ernannt. Als Kommandeur des Wachregiments befehligte er über 10.000 hauptamtliche Mitarbeiter des MfS und war u. a. für Wach- und Sicherungsdienste, Personen- und Objektschutz sowie für die Sicherung von Demonstrationen und Großveranstaltungen verantwortlich. Im Zuge der friedlichen Revolution in der DDR wurde Döring im März 1990 entlassen.
Döring verstarb am 25. Dezember 2023 im Alter von 91 Jahren.